# Dm-drogerie markt
dm-drogerie markt (съкратено: dm) е верига от магазини за търговия на дребно със седалище в Карлсруе, Германия. Това са дрогерии, която продават козметика, санитарни и домакински продукти, здравословни храни.
В своя индустриален сектор dm-drogerie markt е германската най-голяма верига за търговия на дребно според годишните ѝ приходи.
Компанията има линейна (плоска) йерархия (с малко нива); социалната ангажираност на ръководството е висока. За основателя ѝ Гьотц Вернер благосъстоянието на служителите е по-важно от печалбите на компанията.
dm има магазини в Германия, Австрия, Унгария, Чехия, Словакия, Словения, Хърватия, Сърбия, Босна и Херцеговина, Румъния, България, Македония и Полша.
През март 2017 г. за пръв път в своята история dm-drogerie markt започва да продава стоките си извън Европа – чрез трансграничния водещ китайски магазин Tmall, работещ в системата на Alibaba.
От септември 2022 г. dm-drogerie markt притежава и онлайн магазин в България.

## Магазини по страни
Данни за броя на магазините в Европа към 6 декември 2022 г:
| Страна              | Начало | Брой магазини |
| ------------------- | ------ | ------------- |
| Австрия             | 1976   | 386           |
| Босна и Херцеговина | 2006   | 84            |
| България            | 2009   | 102           |
| Хърватия            | 1996   | 171           |
| Чехия               | 1993   | 249           |
| Германия            | 1973   | 2096          |
| Унгария             | 1993   | 262           |
| Италия              | 2017   | 72            |
| Северна Македония   | 2012   | 22            |
| Полша               | 2022   | 10            |
| Румъния             | 2007   | 127           |
| Сърбия              | 2004   | 119           |
| Словакия            | 1995   | 158           |
| Словения            | 1993   | 101           |